# Szinán
Mimár Szinán vagy Koca Mimár Szinán Aga, azaz Mimár Szinán aga, a nagy építész (Ağırnas, 1488 vagy 1490 – Konstantinápoly, 1588) oszmán-török építész, az Oszmán Birodalom állami főépítésze I. Szulejmán, II. Szelim és III. Murád szultán uralkodásának idején. Több mint 300 jelentős alkotása között olyan remekműveket találunk, mint az isztambuli Szulejmán-mecset, a drinápolyi Szelim-mecset vagy a bosznia-hercegovinai Višegradban található Szokoli Mehmed pasa hídja, de tanítványai közül kerültek ki az isztambuli kék mecset és a mostari Öreg híd építészei is.
Az építészetre gyakorolt rendkívüli hatásával, a hagyományos török, a bizánci és a közel-keleti építészet korábbi eredményeinek hatásos továbbgondolásával, stílusának egyediségével, szépségével, arányaival konszenzusosan a világtörténelem legnagyobb építészei között tartják számon.

## Élete és munkássága
Mimar Szinán katonaként szolgált az oszmán hadseregben, ahol később hidak, erődítmények és hajók tervezésével bízták meg. Számtalan háborúban és hadjáratban részt vett. 1539-ben főépítésszé nevezték ki. Élete során több mint háromszáz épületet tervezett, palotákat, mecseteket, karavánszerájokat, sírboltokat, iskolákat, kórházakat, vízvezetékeket, szökőkutakat, fürdőket, menhelyeket. Az Oszmán Birodalom fénykorában élt és dolgozott, szolgálta I. Szelim, I. Szulejmán, II. Szelim és III. Murád szultánokat.

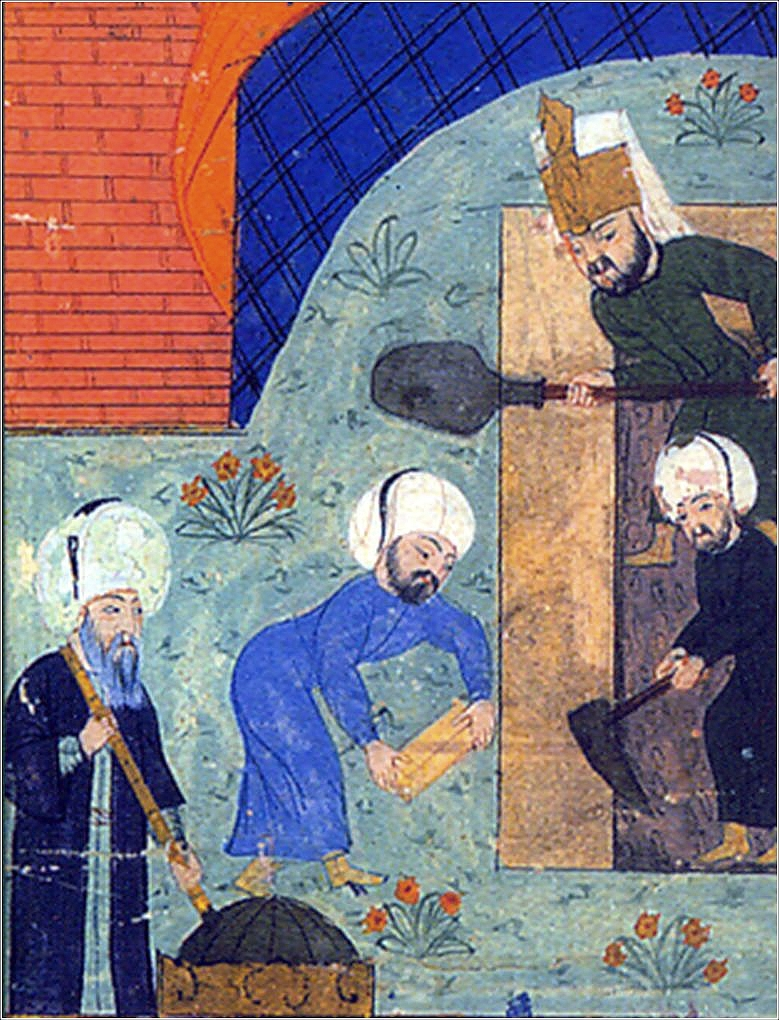
A miniatúra-részlet valószínűleg Szinánt (balra) ábrázolja Nagy Szulejmán mauzóleumának építése közben
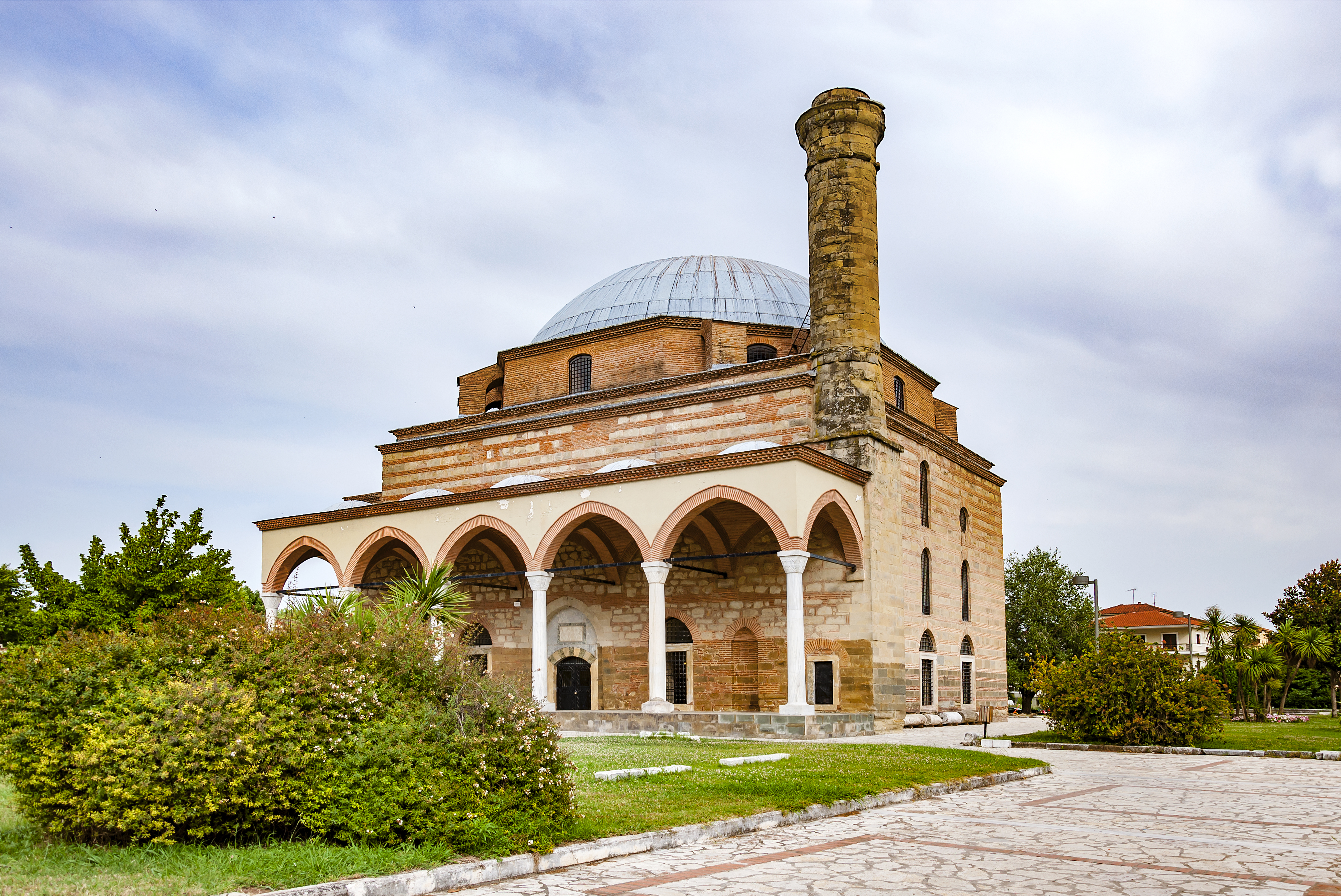
Egyik korai alkotása a mai görögországi Trikala(wd) városában
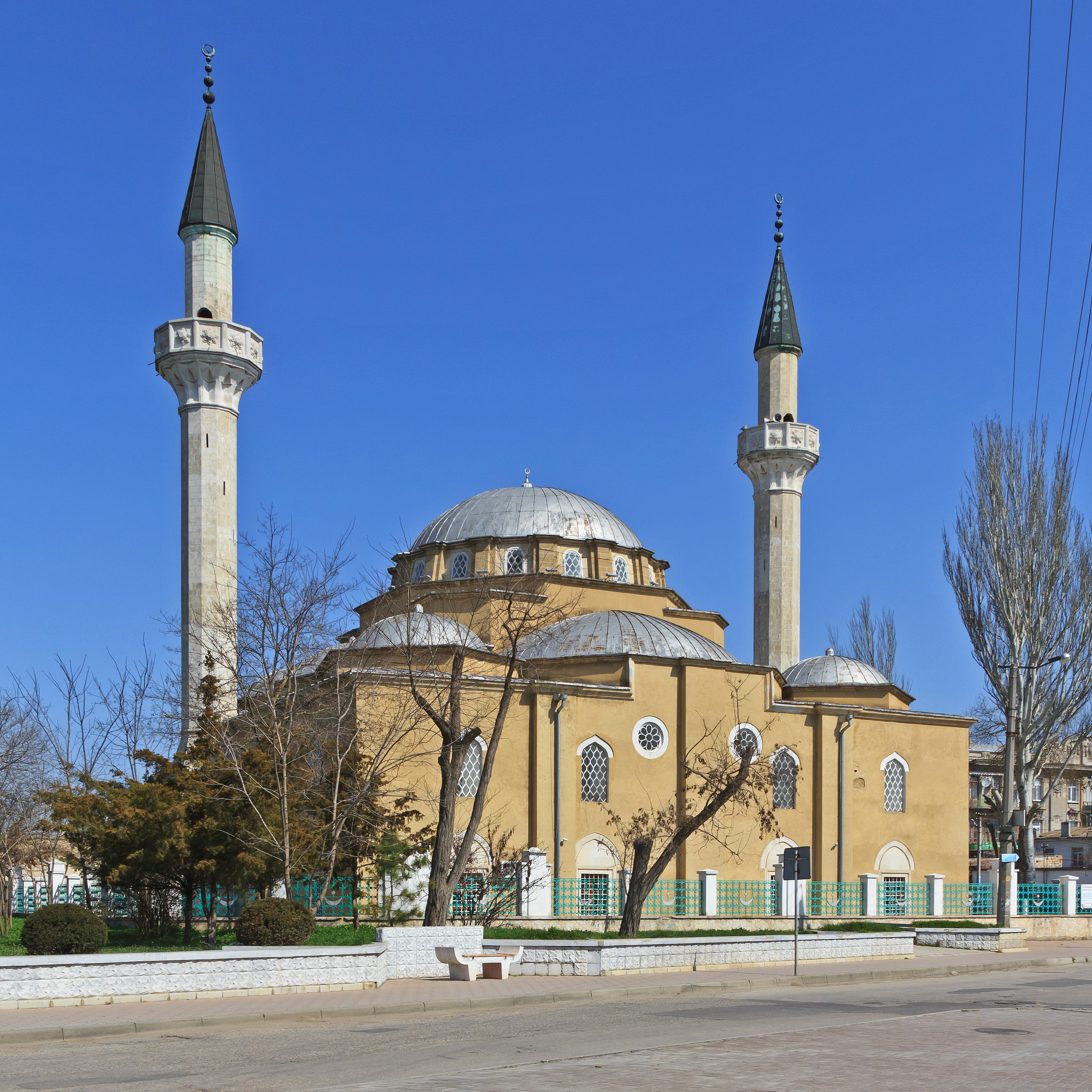
Mecsete a krími Jevpatorija városában
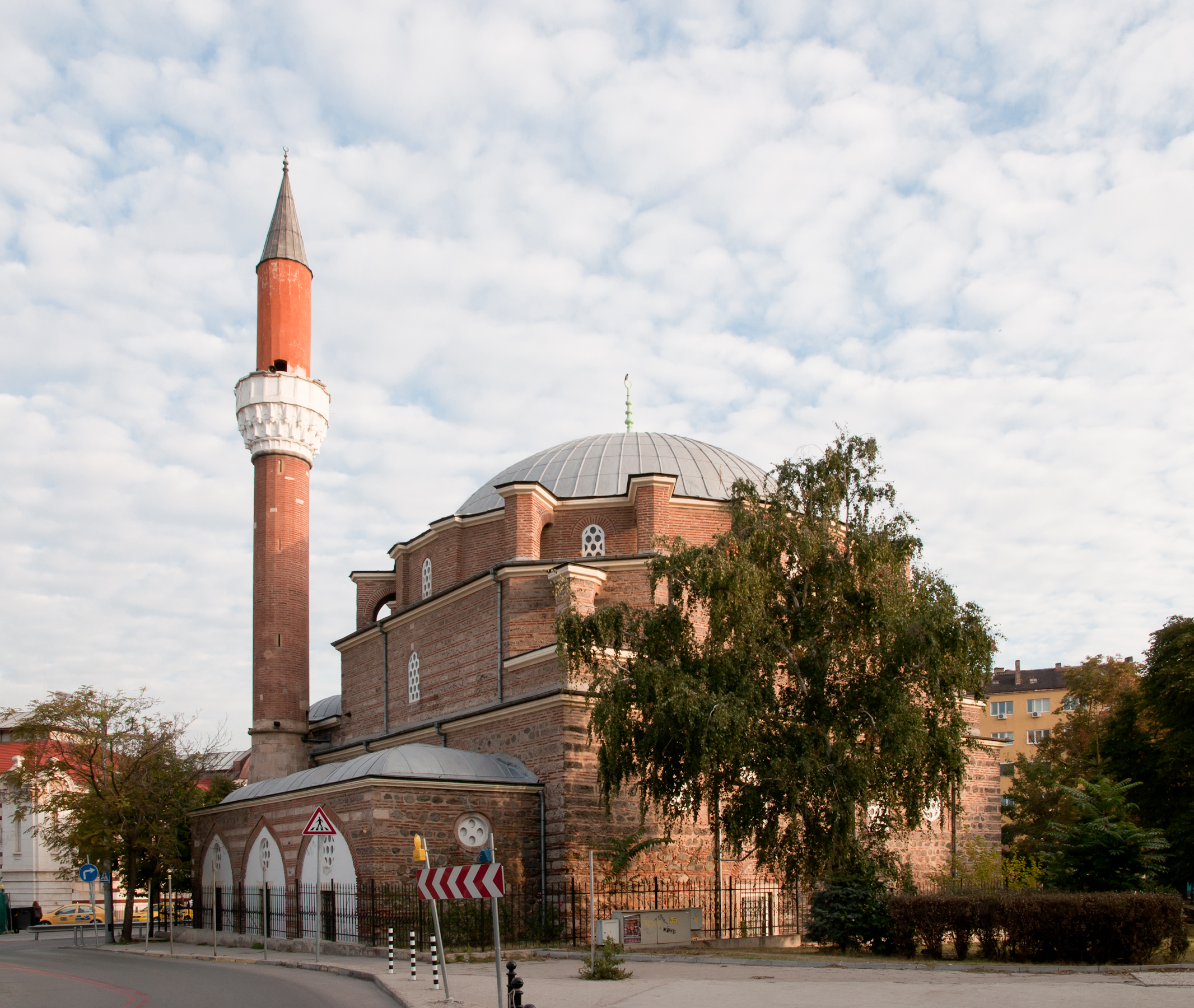
A szófiai Banja Basi mecset

Szinán építészetének sajátos stílusa miatt is ismert, természetességet követő színhasználata, díszítései miatt. Szinán nem csak építészként, de várostervezőként is jelentős az oszmán-török építészetben: épületeit mindig a város legmegfelelőbb helyeire tervezte, monumentális épületei különös módon illeszkednek környezetükbe, harmonizálnak azzal.
Szinán egyik első, de mégis kiemelkedő műve az 1548-ban épült Şehzade-mecset volt. Az isztambuli Szulejmán-mecsetet 1550-ben kezdte építeni és 1557-ben fejezte be. A kupola tervezésekor példaként az Hagia Szophia székesegyházat használta fel. A mai Törökország területén kívül is találhatóak épületei, például a damaszkuszi Szulejmán-mecset (Takijja al-Szulajmanijja) Szíriában vagy a szófiai Banja Basi mecset Bulgáriában.
Legnagyobb művei egyikének tartják az edirnei Szelim-mecsetet, melynek hármas csigalépcső-szerkezete Szinán találmánya: három ember mehetett fel úgy a csigalépcsőkön, hogy közben nem látták egymást. Mecseteit gyakran komplexumként tervezte meg, a mecset mellé karavánszerájokat, fürdőket, iskolákat, közkonyhákat épített.
Összesen mintegy 84 nagyobb és 52 kisebb mecsetet, 57 nagyobb és 7 kisebb oktatási intézményt medresze, 41 fürdőt, 35 palotát (szeráj), 22 síremléket (türbe), 20 karavánszerájt, 17 közkonyhát (imaret), 8 hidat, 8 raktárépületet, 6 vízvezetéket, 3 kórházat tervezett és épített. 
Mimar Sinan 1588-ban halt meg Isztambulban, sírja a Szulejmán-mecset északi oldalán található, az utcában, mely a nevét viseli (Mimar Sinan Caddesi). A neves építészről nevezték el a Merkúr egyik kráterét.

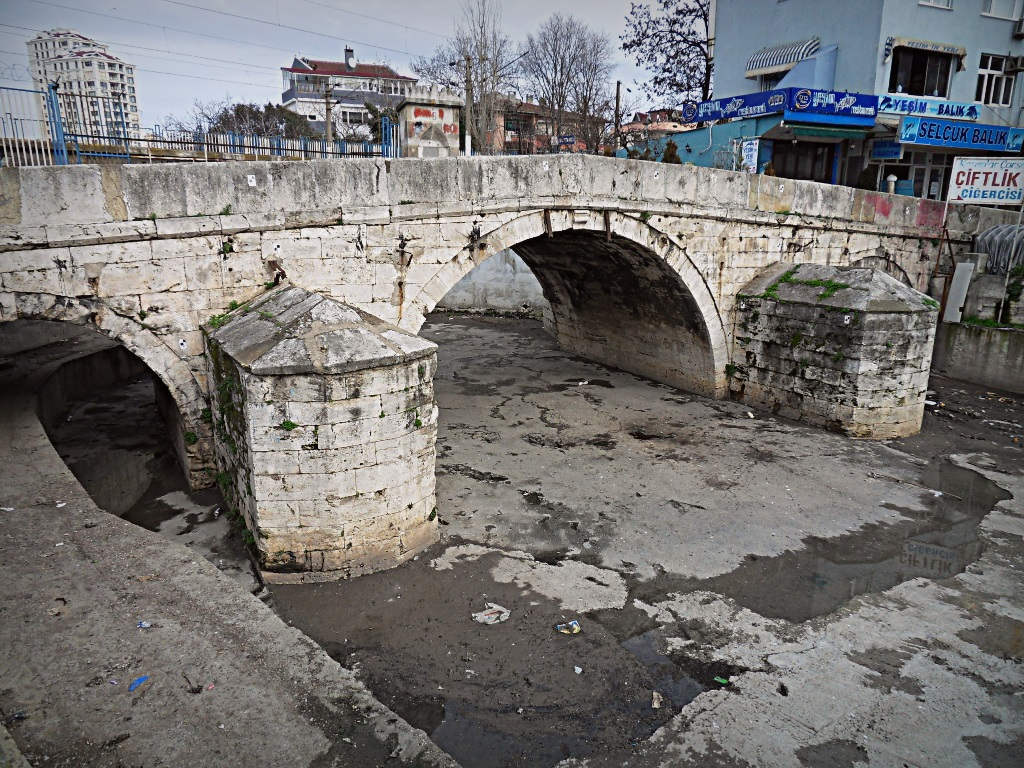
A Bostancıbaşı-híd Isztambul egyik ázsiai külvárosában
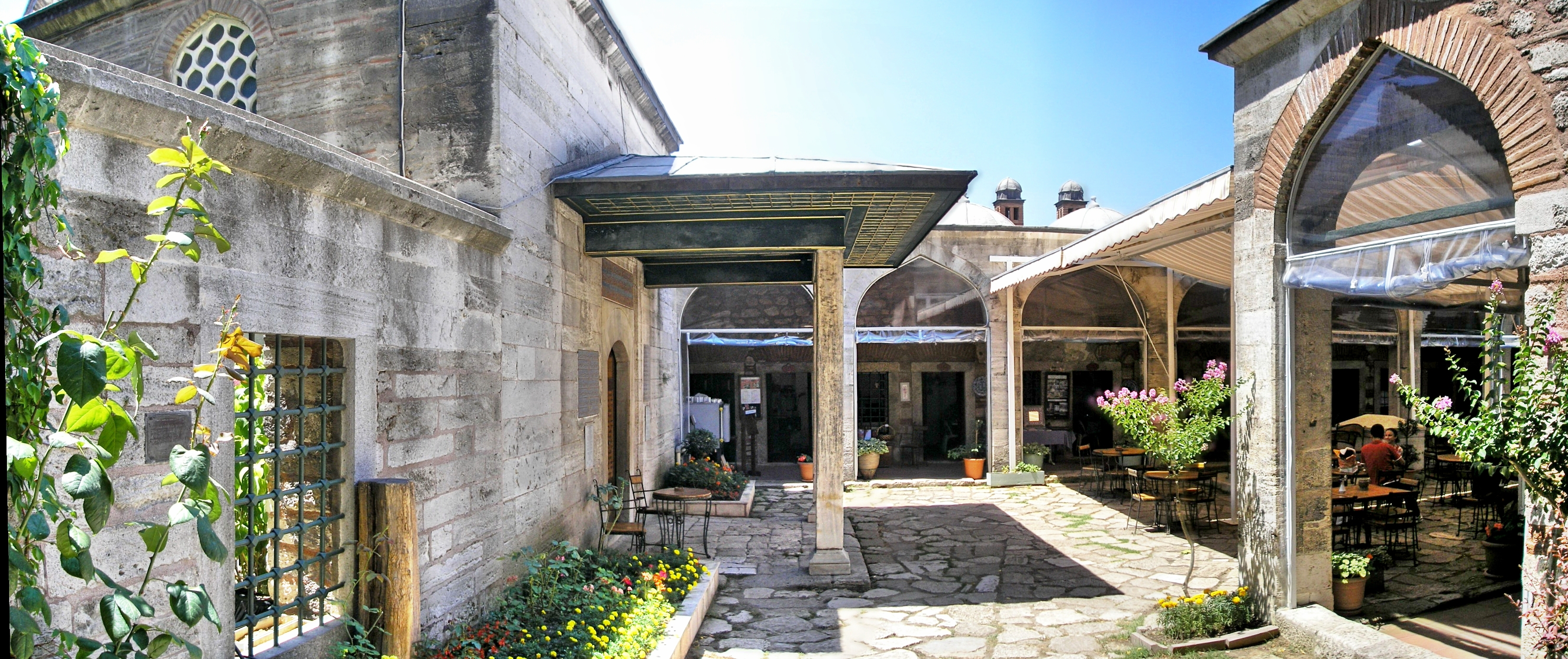
Medresze Isztambulban
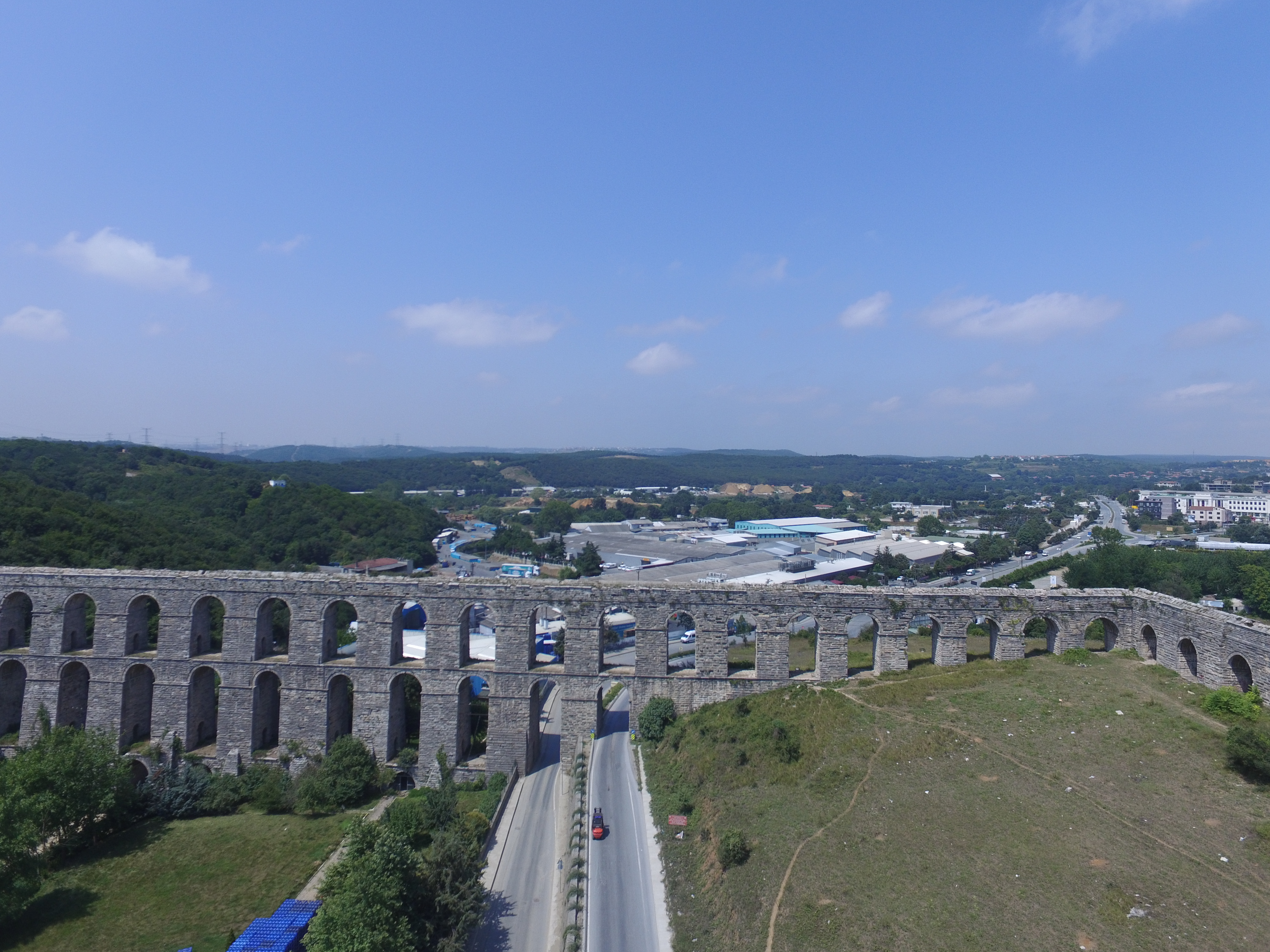
Vízvezeték
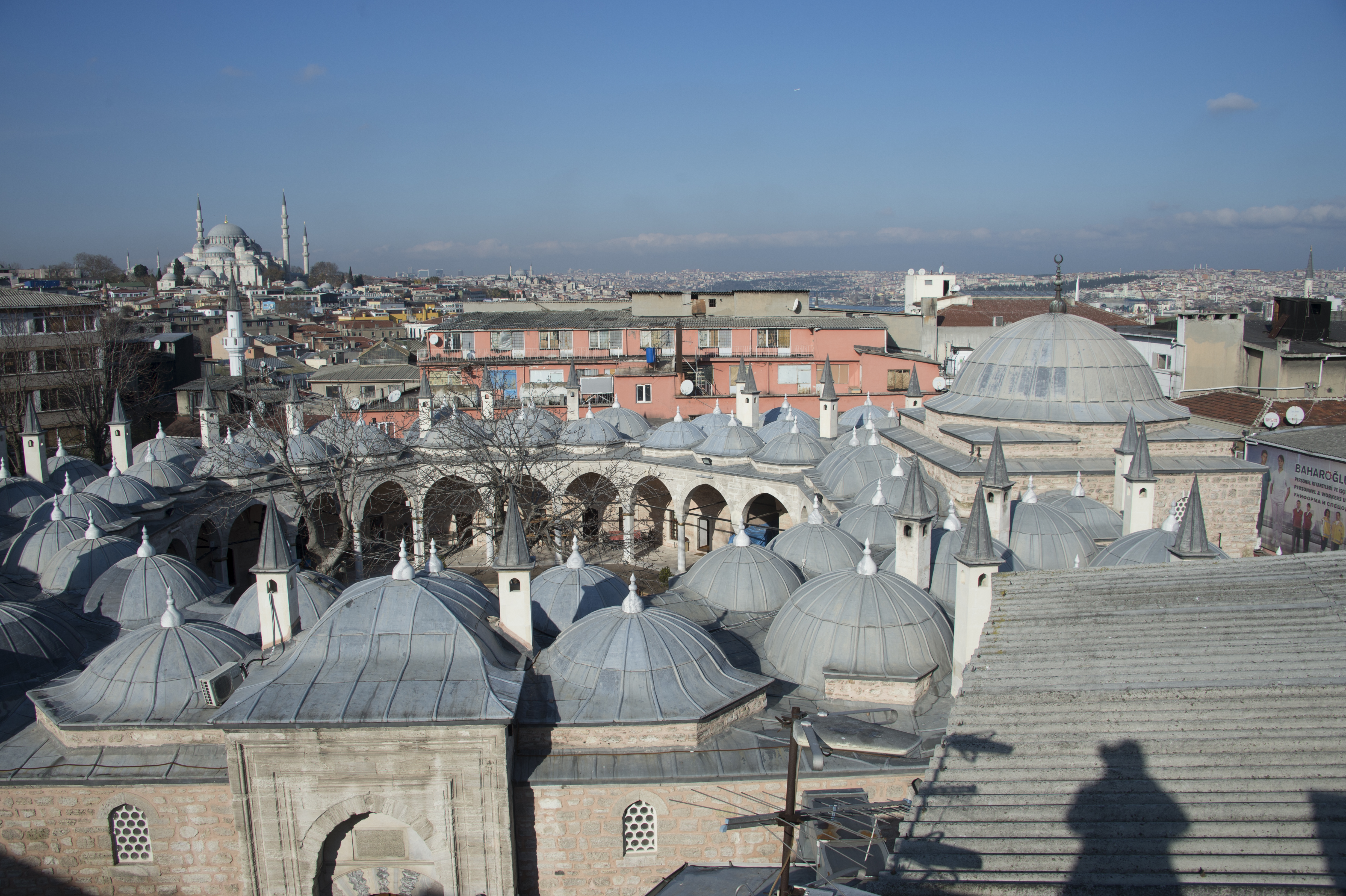
Rüsztem pasa medreszéje